# بلدة كورتيس (ميشيغان)
كورتيس (بالإنجليزية: Curtis Township, Michigan)‏ هي بلدة تقع في مقاطعة ألكونا (ميشيغان) بولاية ميشيغان في الولايات المتحدة. تبلغ مساحتها 183.2 (كم²)، وترتفع عن سطح البحر 302 م، بلغ عدد سكانها 1236 نسمة في عام تعداد الولايات المتحدة 2010 حسب إحصاء مكتب تعداد الولايات المتحدة وتصل الكثافة السكانية فيها 7 نسمة/كم2.

## وصلات خارجية
- www.curtistownship.com
- The US50 - Cities and Towns in Michigan State
- Michigan Cities and Towns, Facts, Map, Flag, Colleges, Government, and More